# Тунель під Бохайською затокою (проєкт)
38°18′ пн. ш. 120°54′ сх. д. / 38.3° пн. ш. 120.9° сх. д.
Тунель під Бохайською затокою, або Тунель Далянь — Яньтай (в англомовних джерелах — Тунель під Бохайською протокою) — пропонований китайський проект тунелю під Бохайською протокою, що з'єднує Бохайську затоку і Корейську затоку Жовтого моря, який з'єднає міста Далянь на Ляодунському півострові та Яньтай на Шаньдунському півострові.
За проектом тунель під Бохайською затокою протягнеться на 123 км, з них 90 км — під водою. Таким чином, його протяжність перевищить сумарну довжину тунелю Сейкан (53,85 км, з них 23,3 км під водою) та Євротунелю (50,5 км), які на 2014 рік були найдовшими підводними тунелями Землі.
Тунель, що керуватиметься компанією China Railways, включиться в мережу високошвидкісних залізниць Китаю. Автомобілі для перетину затоки вантажимуться на залізничні платформи; час у дорозі становитиме 40 хвилин. На даний момент Бохайський залізничний пором, відкритий в 2007 році, перетинає затоку за 8 годин.
Вартість проекту оцінюється в 200 млрд юанів (32 млрд доларів). У серпні 2014 року було заявлено, що роботи розпочнуться під час 13-ї п'ятирічки Китаю, у 2016 році, і займуть 10 років. Якби роботи розпочалися в 2020 році, тунель був би відкритий у 2030-х, а оцінка вартості його спорудження зросла до 300 млрд юанів (43 млрд доларів).
Тунель повинен скоротити відстань між провінціями Ляонін та Шаньдун приблизно на 1000 км. Фахівці Китайської інженерної академії розраховують, що він окупиться за 12 років.
Станом на 2022 рік будівництво ще не стартувало.